# S čerty nejsou žerty
S čerty nejsou žerty je česká filmová pohádka režiséra Hynka Bočana natočená v roce 1984 na motivy pohádek Boženy Němcové Čertův švagr a O Nesytovi. Je považována za jednu z nejoblíbenějších a nejkrásnějších českých pohádek.

## Stručné shrnutí
Hlavním postavou je Petr Máchal, syn mlynáře, jehož život se po příchodu zlé macechy Doroty zásadně změní. Dorota ovládne mlýn a po smrti Petrova otce se ho spolu se správcem zámku snaží zbavit. Petr je donucen k útěku a brzy čelí nespravedlivému obvinění, které vrcholí jeho odvlečením na vojnu.
Spravedlivé peklo vyšle čerta Janka, aby Dorotu za její hříchy odnesl. Janek však omylem unese Petrovu nevinnou babičku. I další pokus selhává a on ztrácí své schopnosti. Ocitá se také na vojně, kde se seznamuje s Petrem, s nímž sdílí vojenské útrapy. Společnými silami se snaží napravit křivdy, obnovit pořádek a dostat viníky do pekla. 

## Podrobnější děj
Hlavní postava Petr Máchal bydlí sám s otcem ve mlýně. Petrova maminka zemřela během války a jeho otec se znovu oženil. Vzal si mladou Dorotu, která je zlá a panovačná. Po jejím příchodu do mlýna udělala vše proto, aby se mlynáře co nejdřív zbavila. Propustila čeledíny a mlynář tak musel se svým synem zastat všechnu práci sám. Jednou ho po těžkém dni vzala na tancovačku, kde ho rychlým tancem uhnala k smrti.
Dorota sice před ostatními bohatě truchlila, ve skutečnosti však spřádala plány s chamtivým správcem zámku, jak se zbavit i Petra. Při roztržce se Petr Dorotě i správci postavil a utekl na statek ke své babičce Anně. Správce mu přísahá pomstu a za úplatek sežene zatykač na Petra.
Správce si musí ještě zatykač schválit od knížete, ten má však panování dost a nechce se starat o tyto věci. Kníže má dvě dcery, lakotnou Angelínu a hodnou Adélku. Jediné, na co kníže slyší, jsou dcery, protože je miluje, a peníze, protože těch se mu nedostává a knížectví chudne. Za tím však stojí kromě náročné dcery Angelíny i lakotný správce zámku, který státní pokladnu úspěšně okrádá.
Kníže pod tíhou váčku mincí od Doroty nakonec souhlasí s Petrovým zatčením. Jediný, kdo se postaví na jeho obranu je Adélka, ale neúspěšně. Vojáci se zatykačem navštěvují Petra u své babičky, ten se jim však postaví. Babička naléhá ať uteče, že pánům není radno odporovat, ale Petr u ní zůstává, protože je přesvědčený o své nevině.
Za Petrem se později dostaví celá jednotka i s kaprálem osobně. Když Petra nemohou na statku nalézt, rozhodne kaprál, že do vězení půjde Petrova babička. Petr vyleze z úkrytu, nad vojskem vítězí a na ukradeném koni ujíždí tryskem pryč. Cestou však splaší koně vezoucí kočár s princeznami Angelínou a Adélkou. Když si všimne, že kočár zůstal neřízený, obrací a kočár zastavuje. Princezny mu děkují a on zakoukán do pohledné Angelíny, si nevšímá, že ho dostihli vojáci. Když ho zatčeného vláčí kolem mlýna, Dorota je spokojená, protože se jí plán povedl a ona se stává jediným jeho vlastníkem.
Mezitím je v pekle Luciferem rozhodnuto, že je nejvyšší čas, aby Dorota za své hříchy přišla okamžitě do pekla. Právo přivézt ji získává čert Janek. Petr si mezitím ve vězení nevšímá Adélky, která se o něj stará a je zamilován do nedobré Angelíny. Čert Janek se mezitím octne ve světě lidí, objevuje se u Čertovy skály a seznamuje se s princeznami, které k ní vyjely na projížďku. Janek nachází mlýn, ve kterém Dorota hospodaří, komínem se vkrade do kuchyně a leká Dorotu. Ta ho však zahání mašlovačkou z peří, na které si čerti musí dávat pozor.
Do mlýna hned poté přichází Petrova babička, aby si s Dorotou vše vyříkala. Ta ji však falešně přesvědčuje, že za Petrovou situací může správce a že za ním okamžitě jde, aby Petra očistil. Prosí babičku o pomoc s buchtami, aby se ji nepřipálily, zatímco bude pryč. Babička si bere její zástěru a ujímá se práce. Janek poté vleze do kuchyně a babičku, která vypadá jako Dorota, odnáší do pekla.
V pekle mají váhu, která váží lidské hříchy. Babička však na váze neklesá a udiveným čertům oznamuje, že se jmenuje Máchalová, ale Anna, nikoliv Dorota. Lucifer zuří a Janek je okamžitě degradován. Babička se dožaduje návratu zpátky na zem, ale dle starého pravidla to bude složité – co peklo schvátí, to už nenavrátí. Babička si musí Jankův omyl odpracovat, s čímž souhlasí.
Na zámku mezitím probíhá soud. Petr je obviněn z krádeže cenností a hrubého zacházení ke své nevlastní matce, správci i vojsku. Je proto navržen k odnětí svobody na doživotí. Petr se domáhá svědectví své babičky, Dorota však soudu řekne, že ji odnesl čert. Adélka neúspěšně prosí Angelínu o přímluvu u knížete, ale ta odmítá. Tím je Petrův osud zpečetěn a na přání kaprála jde Petr povinně na vojnu. Ten zde zažívá kruté časy včetně šikany od samotného kaprála.
V pekle se vybírá další dobrovolník k odvlečení Doroty Máchalové. Přihlásí se opět Janek a na přímluvu babičky je Luciferem opět vyslán na zem, aby svůj omyl napravil. Správce přijíždí za Dorotou na mlýn a chce ji požádat o ruku. Janek převezme jeho podobu a pokouší se Dorotu napodruhé unést do pekla. Je však znovu díky péru z klobouku donucen se stáhnout. Útočiště nachází v hospodě, kde se opije, a to naproti příkazu od samotného Lucifera. Tam si ho nachází verbíři, kteří Janka odtáhnou do kasáren a spálí mu všechny věci, včetně ocasu, díky kterému může nejen kouzlit, ale hlavně se dostat zpátky do pekla.
Nad ránem se v kasárnách nad spícím Jankem objeví sám Lucifer. Zděšenému čertovi oznamuje, že už není čert, ale pouhý smrtelník. Peklo je pro něj navždy uzavřené. I Janek na vojně trpí a jediný, kdo se ho zastane, je dobrosrdečný Petr. Přes kaprálův rozkaz omdleného Janka odnáší pryč, a kromě vězení si oba zasluhují i rány holí. Petr se stará o zbitého Janka, který mu prozradí, že je ve skutečnosti čert a že má za úkol odnést do pekla jistou Dorotu Máchalovou. Petr mu sděluje, že se jedná o jeho macechu a slibuje čertovi, že mu pomůže jak s Dorotou, tak i se sehnáním vlčího ocasu, který Jankovi opět dovolí vstup do pekla.
Knížecí pokladna je prázdná a jediná možnost, jak získat nějaké peníze, je vdát jednu z princezen nějakému hodně bohatému princi. Za vypůjčené peníze se koná bál, na kterém si má princezna Angelína vybrat ženicha. To vše za použití pradávného rytířského zvyku, kdy princezna hodí zlatým jablkem a u kterého prince se koule zastaví, ten se stane jejím vyvoleným. Správce zámku zjistí nejbohatšího ženicha a domluví se s ním, že mu do boty vloží magnetickou kouli a zlaté jablko se zastaví u něj. Podvod je však odhalen a ostatní princové prohlašují, že knížectví všichni vyhlásí válku.
Mezitím se Petr v přestrojení za důstojníka objevuje v zámku, kde nachází vlčí ocas i obě princezny. Zlá Angelína nebere ohled na sestřiny přímluvy a volá na Petra stráže. Ten za pomoci Adélky utíká.
Druhý den se koná přehlídka, kam zavítá i kníže. Stav vojska je zoufalý a nástup způsobí celou řadu zmatků, čehož využijí Petr a Janek a ujíždějí na koních z kasáren pryč. Navštěvují Dorotu, kde jí spálí peří z klobouku a chytnou do pytle. Na koních pak dojedou k Čertově skále, kde je dostihují vojáci. Na poslední chvíli se musí i Petr před střelbou schovat do pekla. Dorota je postavena na pekelnou váhu, kterou svými hříchy strhne.
Knížectví dostalo ultimátum – buď splatí všechny dluhy, nebo jim ostatní knížectví vyhlásí válku. Správce se nabízí, že zámek za nakradené peníze koupí a tím by se dluh vyřešil. Princezna Adélka miluje Petra a při vyjížďce na Čertovu skálu mu zpívá píseň. Tu Petr slyší i v pekle a dochází mu, že místo zlé a proradné Angelíny miluje hodnou Adélku. Lucifer nabízí Petrovi tři přání a propouští ho z pekla. Petr si pro sebe na radu Janka přeje odřený kabát, v jehož kapse pokaždé najde dukát. Další přání věnuje babičce, která si přeje vzít s sebou na zem a poslední přání věnuje Jankovi, který chce do pekla přivést kaprála.
Lucifer s výběrem přání souhlasí, ovšem pod podmínkou, že kromě kaprála půjde do pekla i správce ze zámku. Petr se bojí, aby ho na zemi neoběsili, ale díky pekelnému kabátu vypadá jako čert. Petr zavítá do hospody, kde rozhazuje dukáty, což se nakonec donese až k lakotnému správci a zoufalému knížeti. Správce za Petrem zavítá, ale chytit se ho nepodaří. Při útěku Petr naráží na knížete, který po Petrovi požaduje velkou spoustu dukátů., které potřebuje k zaplacení dluhů a odvrácení války. Petr souhlasí, ale pouze za podmínky, že si bude moci vzít jednu jeho dceru za ženu.
Správce se spolčuje s kaprálem a spolu přemítají, jak se vyhnout Petrovi a Jankovi. Ti je však pronásledují až na zámecký komín, kde je Janek oba chytí a odnáší do pekla. Kníže dostává své dukáty a nabízí Angelínu Petrovi za ženu. Ten ji však odmítá a vybírá si Adélku, která ho poznává i přes jeho nynější vzhled. Petr si mezitím zajistí dostatečný počet dukátů i pro sebe a pak kabát odkládá. S tím se mu navrací jeho původní podoba.
Další den se spolu s babičkou vydávají na zámek na svatbu, kde Angelína umíněně žádá otce o svého vlastního ženicha. Na zámek mezitím přijíždí černý kočár tažený vraníky. Z něho vystupuje šarmantní kníže doprovázený sluhou Jankem. Jedná se o Lucifera, který si přijel pro ruku princezny Angelíny. Ta se pekla nebojí a Janek ještě Petra s Adélkou ujišťuje, že se jí v pekle nebude dařit špatně.  
| „ | Ať už peklo bylo, nebo nebylo, vymyšleno bylo dobře. | “ |

## Zajímavosti
Velmi známé jsou „hlášky“ Je to rebel!, a Asi vítr, Máchale, které ve filmu pronesl kaprál (Petr Nárožný) k Petrovi Máchalovi (Vladimír Dlouhý), další známou frází je například Čert nikdy nespí. Taktéž nelichotivé označení ženy za Dorotu Máchalovou pochází z tohoto filmu.
Film byl v roce 2019 digitálně restaurován za spolupráce Národního filmového archivu, Státního fondu kinematografie a Mezinárodního filmového festivalu Karlovy Vary ve studiích Universal Production Partners a Soundsquare v Praze.
Původně se počítalo s jiným obsazením. V úvahu na roli čerta byl Sagvan Tofi nebo Marek Brodský. U Lucifera se přemýšlelo o Miloši Kopeckém nebo Jiřím Sovákovi. O roli Petra Máchala se jednu dobu uvažovalo o Miroslavu Vladykovi. Režisér Hynek Bočan si nakonec prosadil dříve vybraného Vladimíra Dlouhého. Největší potíží bylo obsazení role princezny Adélky. Konkurzu se neúspěšně účastnilo stovky dívek a nakonec byla obsazena na poslední chvíli. Režisér Bočan vnímal obsazení mladinké herečky Moniky Pelcové jako jedinou chybu tohoto filmu. Kvůli silnému akcentu tak herečku namluvila Naďa Konvalinková a písně zpívala Ivana Andrlová. 
Peklo se natáčelo ve starých pískovcových dolech na Českolipsku, které v době natáčení filmu sloužily jako sklad brambor pro posádku sovětských vojáků. Mlýn leží ve vesnici Střehom u Sobotky, filmový zámek s parkem se natáčel v pražských Průhonicích. Čertova skála se natáčela na zřícenině hradu Rotštejn a na skalním hradě Sloup.

## Obsazení
| Vladimír Dlouhý         | Petr Máchal                          |
| Monika Pelcová          | princezna Adélka                     |
| Dana Bartůňková         | princezna Angelína                   |
| Ondřej Vetchý           | čert Janek                           |
| Josef Kemr              | kníže Josef Sličný                   |
| Viktor Preiss           | správce                              |
| Petr Nárožný            | kaprál                               |
| František Vicena        | mlynář František Máchal, Petrův otec |
| Jaroslava Kretschmerová | Dorota Máchalová, Petrova macecha    |
| Karel Heřmánek          | Lucifer XIV., kníže pekel            |
| Jana Dítětová           | Anna Máchalová, Petrova babička      |
| Václav Vydra            | bohatý princ                         |
| Vladimír Hrubý          | Drápal, čert písař                   |
| Ladislav Gerendáš       | Luciferův pobočník Kočka             |
| Jiří Růžička            | čert Bachor                          |
| Václav Upír Krejčí      | čert Netopýr                         |
| Vlastimil Bedrna        | hladový čert                         |

## Uvedení
Film byl uveden v ČSSR 1. října 1985. Premiéru v NDR měl 18. července 1986. Film měl televizní premiéru ve Spolkové republice Německo 10. října 1986 na ARD a v NDR 22. prosince 1989 na druhém programu DFF.